# Кућа у Ул. Устаничкој 25 у Свилајнцу
Кућа у Ул. Устаничкој 25 у Свилајнцу преставља непокретно културно добро као споменик културе.
Кућу је саградио свилајначки књижар Жарко Тодоровић - Маричић двадесетих година 20. века. Грађевина је приземна са подрумом испод целе површине, озидана од камена и опеке уз употребу армираног бетона  и челичних профила. Фасаде су богато декорисане неокласицистичком фасадном пластиком, карактеристичном за градске куће, са наглашеним кровним венцем и јаким прозорским шпалетнама и солбанацима. Кров је благог нагиба, са стилизованим отворима, покривен бибер црепом и бакарним лимом.
Двориште је ограђено монументалном оградом и одвојеним капијама за колски и пешачки саобраћај, као прва кућа у Свилајнцу која је у то време имала струју, воду и грејање, потпуно је инсталационо опремљена. Унутрашњост је богато уређена мермером, керамиком и дрветом са употребом бојеног и брушеног стакла на улазним и унутрашњим вратима. Зидови и плафони су бојени и декорисани гипсаним елементима. Приземље се састоји од два салона, кухиње, трпезарије, спаваће собе, купатила и спаваће собе за помоћницу, док су у подруму смештене пратеће просторије, котларница и кухиња за такозвана велика спремања.